# Haarlemmerpoort

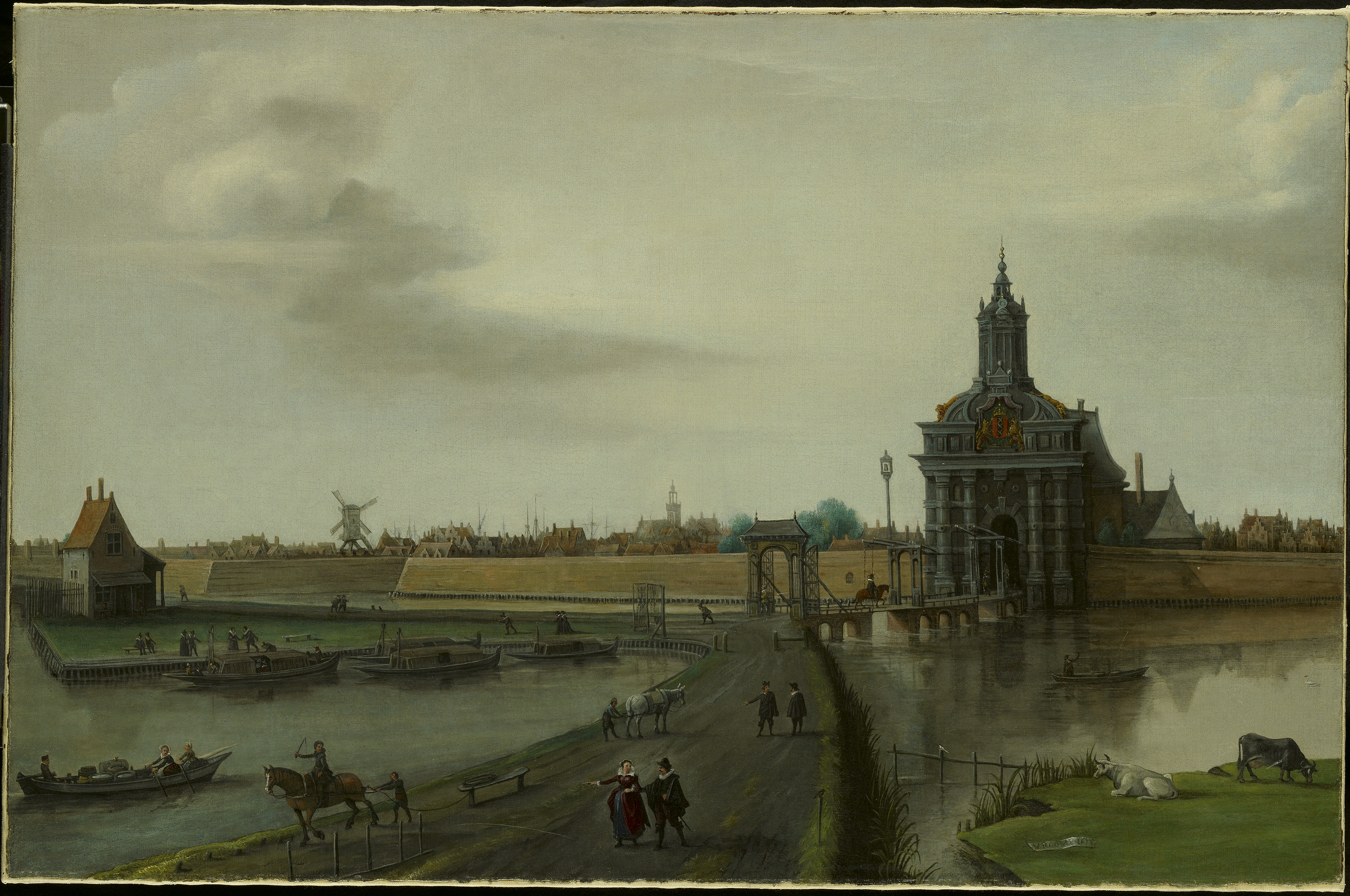
Vue de la Haarlemmerpoort au XVII.

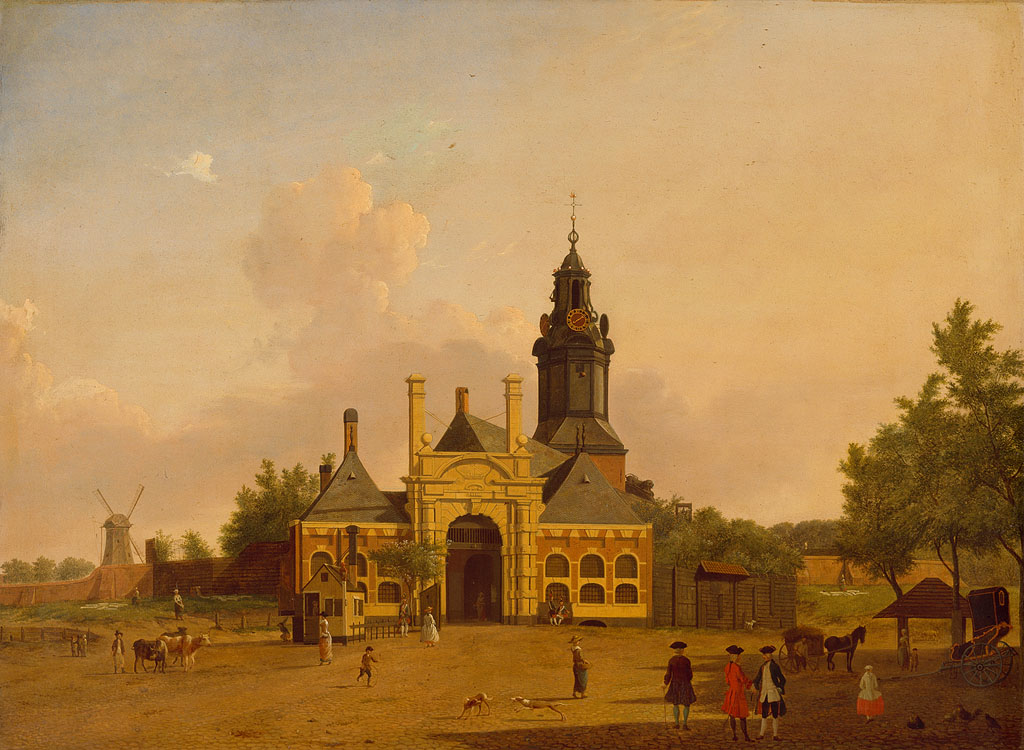
De Haarlemmerpoort par Jan ten Compe

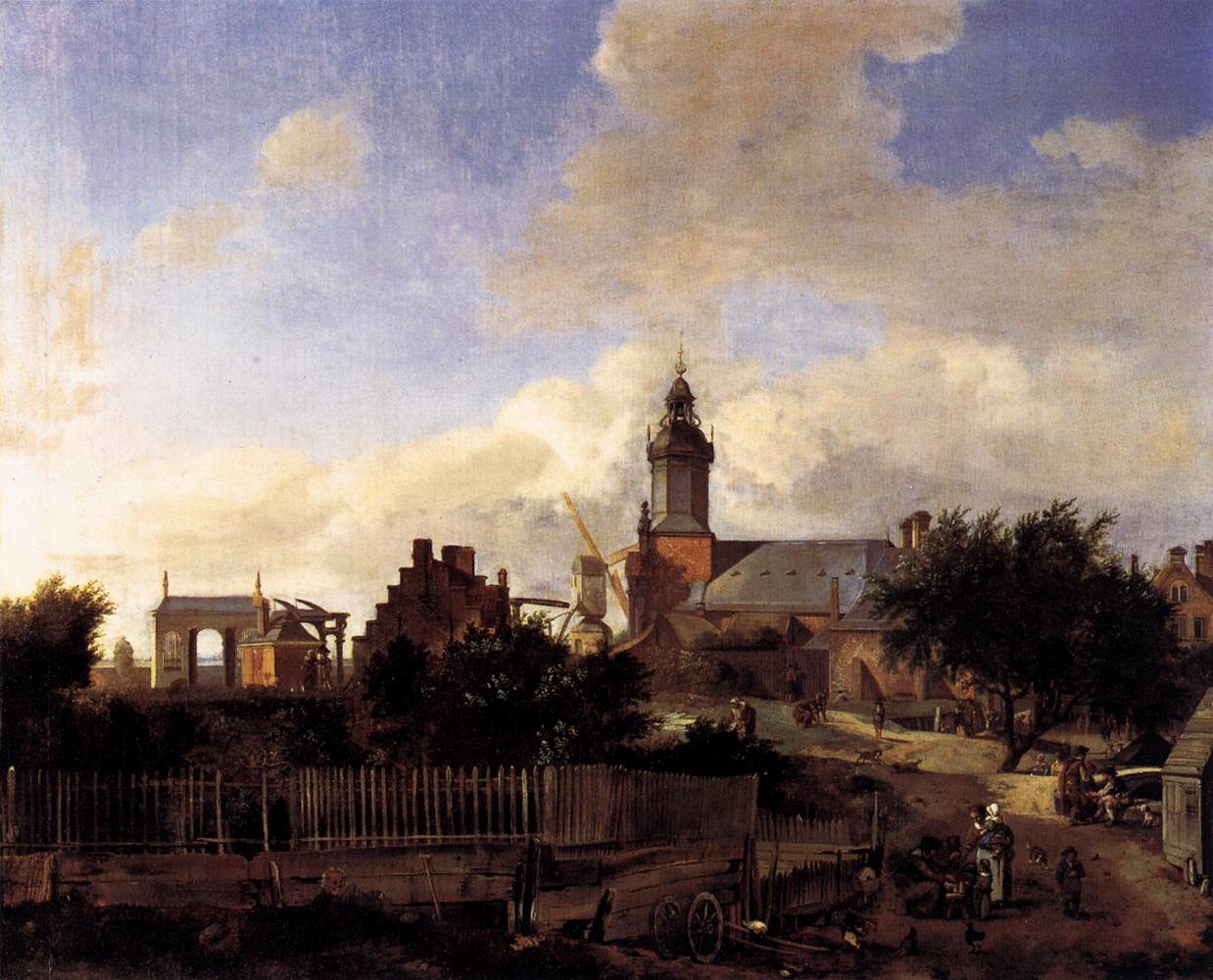
Jan van der Heyden - Gezicht op de Haarlemmerpoort in Amsterdam

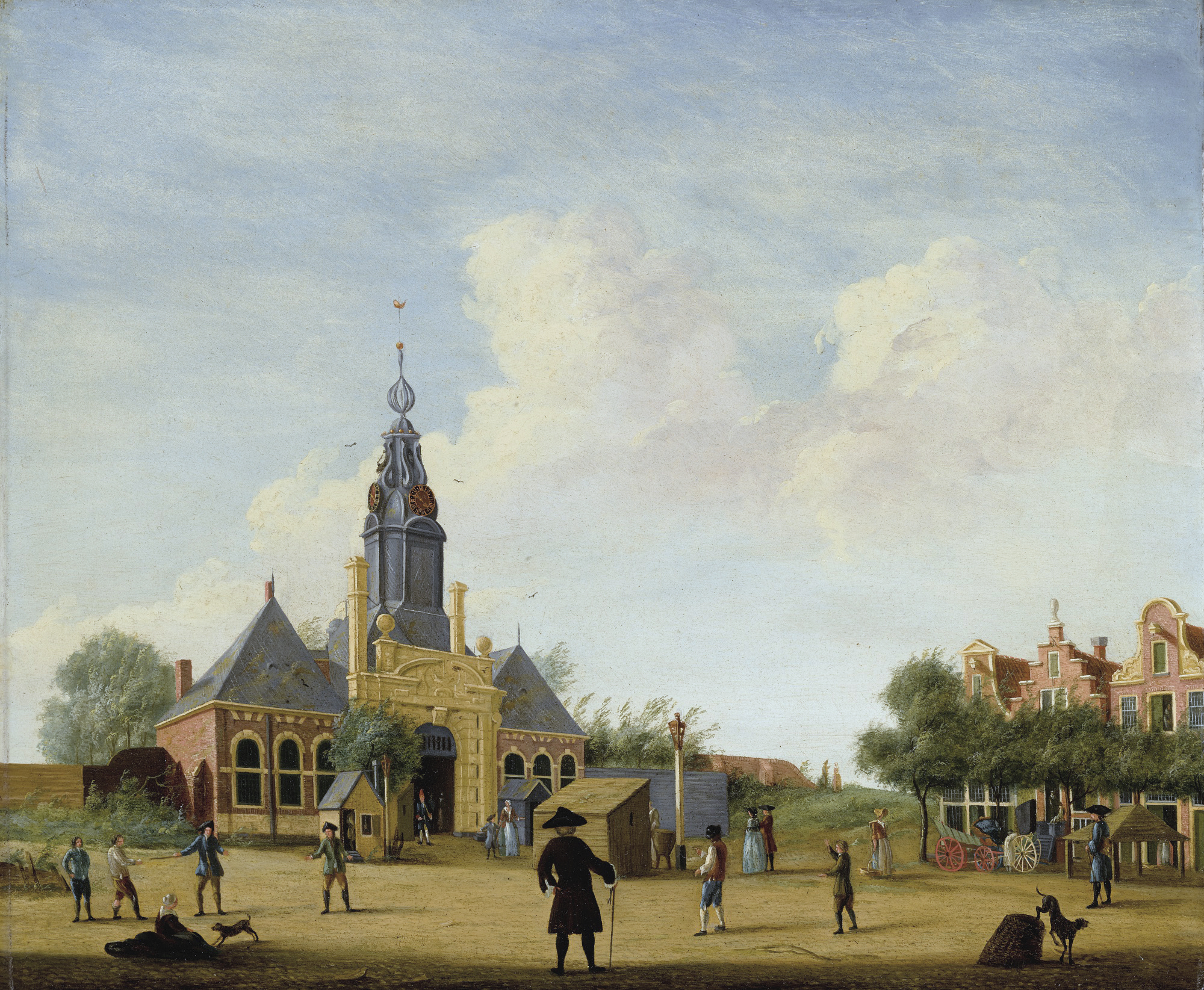
A view of Amsterdam and the Haarlemmerpoort, by Jan Ekels the Elder

La Haarlemmerpoort (« Porte de Haarlem » en néerlandais) ou Willemspoort (« Porte Guillaume »), située sur l'actuelle Haarlemmerplein, était l'une des cinq portes principales d'accès à la ville d'Amsterdam au XVIIe siècle. Elle est aujourd'hui l'une des deux seules portes du système de fortifications d'Amsterdam à être encore debout avec la Muiderpoort, et fut en réalité la cinquième porte à porter ce nom, au gré des expansions progressives de la ville. Elle tire son nom du fait qu'elle se trouvait sur l'ancienne route qui menait à la commune de Haarlem, qui se trouve aujourd'hui à proximité immédiate des frontières de la ville. Elle est inscrite au registre des rijksmonumenten au titre de son caractère historique.

## Histoire
En 1837, l'ancêtre de l'actuelle porte, qui fut conçue par l'architecte néerlandais Hendrick de Keyser et achevée en 1618 se trouvait dans un tel état de délabrement qu'il fut décidé de la détruire. Trois ans plus tard, une nouvelle porte fut ainsi construite à proximité immédiate de la précédente, qui avait été bâtie dans le cadre du troisième plan d'expansion de la ville (derde uitleg) entre 1613 et 1625. 
La construction de la Willemspoort est officiellement attribuée à l'architecte Cornelis Alewijn (1788-1839), mais selon toute vraisemblance, elle est plutôt l'œuvre de B. de Greef, son assistant qui était en outre le fils de Jan De Greef, décédé en 1834. L'actuelle porte fut inaugurée le 27 novembre 1840 (un jour avant l'intronisation du roi Guillaume II, d'où son nom officiel) comme l'indique toujours une inscription sur l'un des côtés de la structure.
À cette époque, les portes avaient perdu leurs fonctions originelles de défenses de la ville, et avaient principalement pour rôle de permettre de prélever plus facilement des impôts municipaux. La Willemspoort fut utilisée dans le même but, tandis que l'intérieur du bâtiment servait de base aux douaniers ainsi qu'à quelques militaires.

## Architecture

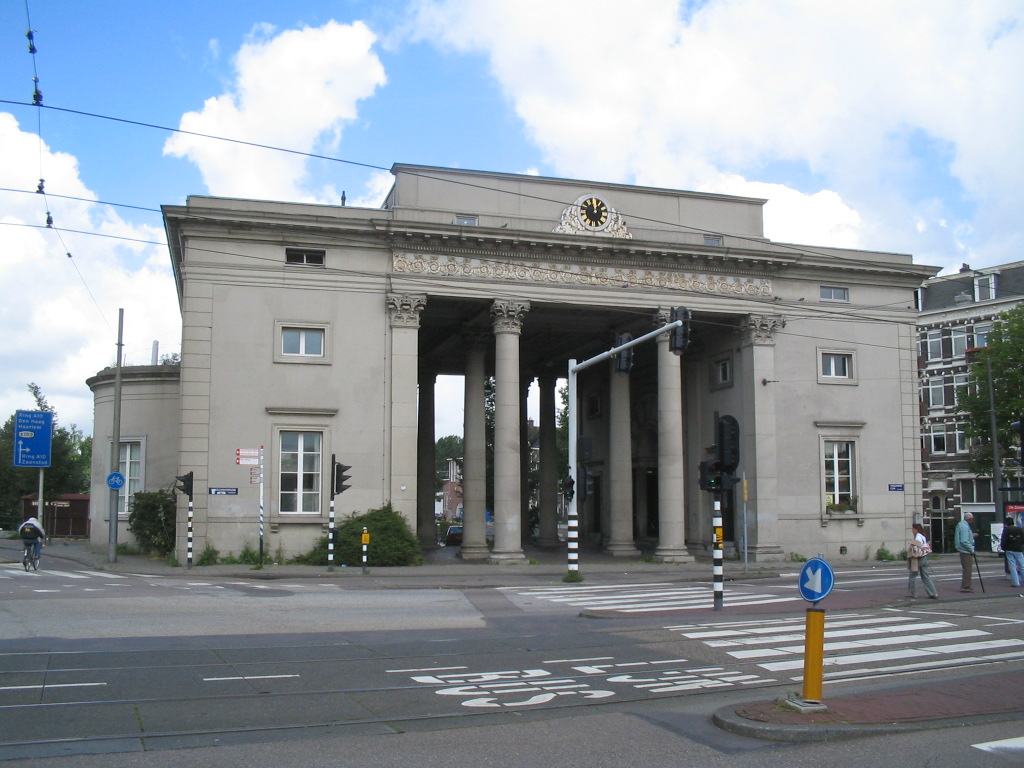
Vue de la porte en 2005.

La porte est construite dans un style typique de l'architecture néoclassique de la première moitié du XIXe siècle, qui s'inspire très fortement de l'architecture des temples romains et grecs. Le bâtiment repose sur une construction symétrique, qui ne fait pas de différence entre la face intérieure et la face extérieure. Il en va de même pour les deux côtés de la porte, dont l'ouverture centrale comprend huit colonnes d'inspiration corinthienne. Le plafond est en outre orné de motifs.